# Рождество Богородично (Битоля)
„Рождество на Пресвета Богородица“, известна като „Света Богородица“ (на македонска литературна норма: „Рождество на Пресвета Богородица“, „Света Богородица“), е възрожденска православна църква в Битоля, Северна Македония, част от Преспанско-Пелагонийската епархия на Македонската православна църква.

## Местоположение
Църквата е разположена на десния бряг на Драгор, до училището „Св. св. Кирил и Методий“.

## История
Инициативата за изграждането ѝ започва в 1869 година от страна на Битолската българска община, начело с Димитър Робев и д-р Константин Мишайков. Д-р Мишайков купува мястото край Пипер хан за строеж на църквата. Изградена е в 1870 година, а осветена в 1876 година. Църквата става катедрала на Пелагонийската епархия на Българската екзархия, докато епархията на Вселенската патриаршия е с катедрала в „Свети Димитър“.

## Описание
Църквата е известна е със своя иконостас и резба. Иконостасът, дело на дебърски мияшки майстори, е съставен от иконостасите на църквите „Свети Димитър“ от Магарево (1835) и „Успение Богородично“ в Търново (1837), които са разрушени през Първата световна война. От днешния иконостас особено забележителна е арката над царските двери с резбовани фигури на Господ Исус Христос и Дванадесетте апостоли. В църквата има икони от XIX и XX век от различни дарители, а най-много от битолските еснафи.
При построяването на църквата е бил поставен мраморен български надпис, днес изхвърлен и начупен в гробищата на църквата.